# BMW F22/F23
BMW F22 — автомобили в кузовах купе и кабриолет от немецкого автопроизводителя BMW, входящие во 2-ю серию BMW. Производились с ноября 2013 года по июль 2021 года.
Несмотря на то, что F22 является преемником купе 1-й серии, он выпускается именно во 2-й серии BMW. Название, присвоенное 2-й серии, следует в соответствии с рациональной системой обозначений моделей BMW — нечётные числа присваиваются традиционным четырёхдверным моделям, в то время, как чётные — спортивным купе и кабриолетам. Выпускались следующие модели: 218d, 220d, 220i, 225d, 228i,M235i,M240i.

## История
Автомобиль был представлен в 2014 году на Североамериканском международном автосалоне и затем на 13-м Пекинском международном автосалоне.
Первоначально модельный ряд состоял из моделей 220i, M235i (326 л. с.) и 220d. Модели 218d (143 л. с.) и 225d (218 л. с.) были добавлены в марте 2014 года. Модели 228i (245 л. с.), M235i xDrive (326 л. с.) были добавлены летом 2014 года.
Изначальный модельный ряд для североамериканского и канадского рынков включал модели 228i (243 л. с.) и M235i (324 л. с.).
Продажи в Великобритании стартовали в марте 2014 года. Первоначально модельный ряд включал 220i (184 л. с.), M235i (326 л. с.) и 220d (184 л. с.). Модель 228i была добавлена летом 2014 года.
Оснащенный 3,0-литровым рядным шестицилиндровым мотором с одной турбиной, M2 выдаёт 370 л. с. (272 кВт) при 6500 об/мин с максимальными оборотами до 7000 об/мин. Момент составил 465 Нм между 1400-5560 об/мин.
В 2016 году было представлено купе BMW M2, оснащенное доработанным рядным шестицилиндровым бензиновым мотором N55 объёмом 3,0 литра с одним турбокомпрессором. Мощность силового агрегата составляет 370 л. с. Также автомобиль отличается от стандартного купе иными подвесками, по конструкции аналогичными тем, которые применяются на моделях BMW M3 и BMW M4.

### 2015 BMW 228i
Пакет 2015 BMW 228i, который включает в себя адаптивную M подвеску уменьшенную на 10 мм, шины Michelin Pilot Super Sport на уникальных литых 18-дюймовых дисках, с механической рулевой рейкой BMW Variable Sport Steering и M спортивными тормозами (четырёх-поршневые передние суппорты, двух-поршневые задние суппорты, 13,4/13,6-дюймовые передние/задние тормозные диски, темно-синие суппорты с логотипом M), стали доступными с июля 2014 года (производство) для обоих моделей купе BMW 228i с 6-ступенчатой механической и 8-ступенчатой спортивной автоматической коробками передач. 2015 BMW 228i с пакетом Track Handling Package была представлена в 2014 году на Международном автосалоне в Нью-Йорке.

### BMW M235i Racing
M235i Racing является гоночной версией 2 серии от подразделения BMW Motorsport. Автомобиль имеет 3,0-литровый рядный шести-цилиндровый мотор с максимальной мощностью 333 л. с. (245 кВт). В отличие от обычной версии M235i, версия Racing отличается более жесткими (спортивными) настройками ABS, ESP, DTC.

### BMW M2 (F87)
В октябре 2015 года, компания представила купе BMW M2 на Североамериканском автосалоне в Детройте. Производство модели началось в конце 2015 на заводе в Лейпциге, а продажи — весной 2016 года.
Автомобиль с рядным шестицилиндровым бензиновым турбодвигателем BMW N55 объёмом 3,0 литра развивает мощность 370 л. с. (272 кВт). С 6-ступенчатой механической коробкой передач M2 разгоняется до 100 км/ч за время 4,5 секунды, либо за 4,3 секунды с 7-ступенчатой роботизированной коробкой. Максимальная скорость ограничена электроникой на отметке 250 км/ч, но ограничение, в качестве опции, может быть увеличено до 270 км/ч.
Выпуск купе BMW M2 первого поколения завершился в 2021 году.
В 2022 году компания собиралась представить модель для участия в чемпионате мира MotoGP в качестве автомобиля безопасности для мотогонок. Это гоночная модификация — спорткар BMW M2 CS Racing. В основе серийное купе BMW M2 CS.

## Характеристики

### Двигатели
| Модель                   | Годы            | Описание и код                                  | Мощность, момент @об/мин                          |
| ------------------------ | --------------- | ----------------------------------------------- | ------------------------------------------------- |
| 218i (136 л. с.)         | 03/2015–07/2021 | 1499 см³, рядный 3-цилиндровый турбо (B38A15M0) | 136 л. с. (100 кВт) @4500-6000, 220 Нм @1250-4500 |
| 220i (184 л. с.)         | 11/2013–07/2016 | 1997 см³, рядный 4-цилиндровый турбо (N20B20U0) | 184 л. с. (135 кВт) @5000-6250, 270 Нм @1250-4500 |
| 228i (243 л. с.)         | 07/2014–07/2016 | 1997 см³, рядный 4-цилиндровый турбо (N20B20)   | 243 л. с. (179 кВт) @5000-6500, 346 Нм @1250-4800 |
| 228i (245 л. с.)         | 11/2013–06/2016 | 1997 см³, рядный 4-цилиндровый турбо (N20B20U0) | 245 л. с. (180 кВт) @5000-6500, 350 Нм @1250-4800 |
| M235i (324 л. с.)        | 10/2015–06/2018 | 2979 см³, рядный 6-цилиндровый турбо (N55B30)   | 324 л. с. (238 кВт) @5800-6000, 447 Нм @1300-4500 |
| M235i (326 л. с.)        | 07/2016–07/2021 | 2979 см³, рядный 6-цилиндровый турбо (N55B30O0) | 326 л. с. (240 кВт) @5800-6000, 450 Нм @1300-4500 |
| M235i xDrive (326 л. с.) | 10/2015–06/2018 | 2979 см³, рядный 6-цилиндровый турбо (N55B30O0) | 326 л. с. (240 кВт) @5800-6000, 450 Нм @1300-4500 |
| M2 (370 л. с.)           | 03/2020–09/2020 | 2979 см³, рядный 6-цилиндровый турбо (N55B30T0) | 370 л. с. (272 кВт) @6500, 500 Нм @1450-4750      |

| Модель           | Годы            | Описание и код                                  | Мощность, момент @об/мин                     |
| ---------------- | --------------- | ----------------------------------------------- | -------------------------------------------- |
| 218d (150 л. с.) | 11/2013–07/2015 | 1995 см³, рядный 4-цилиндровый турбо (B47D20)   | 150 л. с. (148 кВт) @4000, 330 Нм @1750-2250 |
| 220d (184 л. с.) | 11/2013–10/2014 | 1995 см³, рядный 4-цилиндровый турбо (N47D20O1) | 184 л. с. (181 кВт) @4000, 380 Нм @1750-2750 |
| 220d (190 л. с.) | 11/2014–11/2020 | 1995 см³, рядный 4-цилиндровый турбо (B47D20)   | 190 л. с. (187 кВт) @4000, 400 Нм @1750-2500 |
| 225d (218 л. с.) | 11/2013–07/2015 | 1995 см³, рядный 4-цилиндровый турбо (N47D20T1) | 218 л. с. (215 кВт) @4400, 450 Нм @1500-2500 |

## Маркетинг
В рамках рекламной кампании BMW в США, рекламный ролик с BMW 2 серии под названием «Факел» показывался на канале NBC до и во время вещания Зимних Олимпийских игр в Сочи.